# Györgyné Rozgonyi
Vera Rózsa, coniugata Györgyné Rozgonyi (1906 – 1993), è stata una schermitrice ungherese, vincitrice di due medaglie d'oro ai Campionati Internazionali di scherma.